# DHB-Pokal 1984
Der DHB-Pokal 1984 war die zehnte Austragung des Handballpokalwettbewerbs der Herren. Das Finale, das aus Hin- und Rückspiel bestand, fand am 23. und 26. Mai 1984 statt. Sieger wurde zum zweiten Mal in der Vereinsgeschichte der TV Großwallstadt.

## Modus
Es traten 63 Mannschaften aus der Bundesliga (BL), der 2. Bundesliga (ZL), der Regionalliga (RL; = 3. Liga) und dem Landesverband (LV) ab der Oberliga im K.-o.-System gegeneinander an. Es wurden zwei Hauptrunden ausgetragen. Danach erfolgte die weitere Ausspielung in Achtel-, Viertel und Halb-Finals sowie einem Finale, das aus Hin- und Rückspiel bestand.

## Teilnehmende Mannschaften
Es nahmen die 14 Bundesligisten der Saison 1983/84, 27 Zweitligisten der Saison 1983/84, 16 Regionalligisten der Saison 1983/84 und sechs Teams der Landesverbände ab der Oberliga der Saison 1983/84 insgesamt 63 Mannschaften an dem Wettbewerb teil.
| Bundesliga 14 Vereine der Saison 1983/84 | 2. Bundesliga 27 Vereine der Saison 1983/84 | Regionalliga 16 Vereine der Saison 1983/84 | Landesverbände (ab der Oberliga) 6 Vereine der Saison 1983/84                                                                       |
| TV Großwallstadt TUSEM Essen MTSV Schwabing THW Kiel VfL Gummersbach Reinickendorfer Füchse Frisch Auf Göppingen TSV Grün-Weiß Dankersen TuS Hofweier TV 05/07 Hüttenberg HC TuRa Bergkamen TBV Lemgo VfL Günzburg TuSpo Nürnberg | TuRU Düsseldorf SG Wallau/Massenheim SG Weiche-Handewitt VfL Hameln TuS Griesheim DSC Wanne-Eickel TSV Birkenau OSC Dortmund TuS Derschlag TuS Schutterwald TSV Jahn Gensungen TuS Nettelstedt TSV Bayer Dormagen TSV Verden TSB Flensburg TSV Rot 05 Bayer 04 Leverkusen SG Leutershausen TuS Eintracht Wiesbaden TSV Altenholz TSV 1895 Oftersheim TSV Heiningen 1892 SC Saarlouis-Lisdorf TuS 04 Dansenberg VfL Fredenbeck TSG Haßloch VfL Lichtenrade | VfL Eintracht Hagen SG Olympia Longerich TV Emsdetten OSC 04 Rheinhausen LTV Wuppertal HSG Hamburg TSV Ellerbek TV Grambke Bremen Berliner TSV 1850 SV Blau-Weiß Spandau TG 1848 Donzdorf HC 1968 Büdingen VfL Heppenheim TV Lützellinden SKV Oberstenfeld SV 1919 Fockbek | TSV Germania Tetenhusen HSC Bad Neustadt Oberliga Heidenheimer SB Liga unbekannt TV Gelnhausen TG 1862 Rüsselsheim TV Hardheim 1895 |

## 1. Hauptrunde
Die Gewinner der einzelnen Partien zogen in die zweite Runde ein. Der Regionalligist SV 1919 Fockbek erreichte durch ein Freilos automatisch die zweite Runde.
| Datum         | Heimmannschaft               |   | Gastmannschaft               | Ergebnis    |
| ------------- | ---------------------------- | - | ---------------------------- | ----------- |
| 10. März 1984 | TSV Bayer Dormagen (ZL)      | – | THW Kiel (BL)                | 20:23 n. V. |
| 10. März 1984 | OSC Dortmund (ZL)            | – | TBV Lemgo (BL)               | 21:20 n. V. |
| 10. März 1984 | TSB Flensburg (ZL)           | – | HC TuRa Bergkamen (BL)       | 18:17       |
| 10. März 1984 | TSV Altenholz (ZL)           | – | VfL Gummersbach (BL)         | 15:27       |
| 10. März 1984 | VfL Eintracht Hagen (RL)     | – | Reinickendorfer Füchse (BL)  | 33:35 n. V. |
| 10. März 1984 | TUSEM Essen (BL)             | – | TSV Grün-Weiß Dankersen (BL) | 18:11       |
| 10. März 1984 | SG Olympia Longerich (RL)    | – | TuS Derschlag (ZL)           | 21:22 n. V. |
| 10. März 1984 | TV Emsdetten (RL)            | – | TuRU Düsseldorf (ZL)         | 19:20       |
| 10. März 1984 | SG Weiche-Handewitt (ZL)     | – | TuS Nettelstedt (ZL)         | 28:26       |
| 10. März 1984 | OSC 04 Rheinhausen (RL)      | – | VfL Lichtenrade (ZL)         | 36:34 n.S.  |
| 10. März 1984 | VfL Hameln (ZL)              | – | VfL Fredenbeck (ZL)          | 25:20       |
| 10. März 1984 | DSC Wanne-Eickel (ZL)        | – | TSV Verden (ZL)              | 33:19       |
| 10. März 1984 | LTV Wuppertal (RL)           | – | Bayer 04 Leverkusen (ZL)     | 19:17       |
| 10. März 1984 | HSG Hamburg (RL)             | – | TSV Ellerbek (ZL)            | 14:13       |
| 10. März 1984 | TSV Germania Tetenhusen (LV) | – | TV Grambke Bremen (RL)       | 18:20       |
| 10. März 1984 | TuS 04 Dansenberg (ZL)       | – | TuSpo Nürnberg (BL)          | 21:27       |
| 10. März 1984 | MTSV Schwabing (BL)          | – | Berliner TSV 1850 (RL)       | 31:14       |
| 10. März 1984 | TSV Rot 05 (ZL)              | – | VfL Günzburg (BL)            | 19:24       |
| 10. März 1984 | TV Gelnhausen (?)            | – | TV Großwallstadt (BL)        | 20:30       |
| 10. März 1984 | TSG Haßloch (ZL)             | – | Frisch Auf Göppingen (BL)    | 19:26       |
| 10. März 1984 | TSV Birkenau (ZL)            | – | TuS Hofweier (BL)            | 23:24       |
| 10. März 1984 | TSV Jahn Gensungen (ZL)      | – | TV 05/07 Hüttenberg (BL)     | 15:19       |
| 10. März 1984 | SV Blau-Weiß Spandau (RL)    | – | SG Leutershausen (ZL)        | 17:22       |
| 10. März 1984 | TG 1862 Rüsselsheim (?)      | – | TG 1848 Donzdorf (RL)        | 17:15       |
| 10. März 1984 | TuS Schutterwald (ZL)        | – | SG Wallau/Massenheim (ZL)    | 17:15       |
| 10. März 1984 | HSC Bad Neustadt (LV)        | – | Heidenheimer SB (OL)         | 27:21       |
| 10. März 1984 | TSV Heiningen 1892 (ZL)      | – | TSV 1895 Oftersheim (ZL)     | 19:17 n. V. |
| 10. März 1984 | HC 1968 Büdingen (RL)        | – | TuS Eintracht Wiesbaden (ZL) | 20:15       |
| 10. März 1984 | SC Saargold Lisdorf (ZL)     | – | TuS Griesheim (ZL)           | 19:24       |
| 10. März 1984 | TV Hardheim 1895 (OL)        | – | VfL Heppenheim (RL)          | 23:13       |
| 10. März 1984 | TV Lützellinden (RL)         | – | SKV Oberstenfeld (RL)        | 17:16       |
|               | SV 1919 Fockbek (RL)         | – | Freilos                      |             |

## 2. Hauptrunde
Die Gewinner der einzelnen Partien zogen in die Achtelfinals ein.
| Datum         | Heimmannschaft           |   | Gastmannschaft              | Ergebnis                                 |
| ------------- | ------------------------ | - | --------------------------- | ---------------------------------------- |
| 21. März 1984 | TuS Derschlag (ZL)       | – | TV Großwallstadt (BL)       | 19:20                                    |
| 21. März 1984 | OSC 04 Rheinhausen (RL)  | – | Reinickendorfer Füchse (BL) | 24:30                                    |
| 21. März 1984 | SG Weiche-Handewitt (ZL) | – | THW Kiel (BL)               | 21:24 n. V.                              |
| 21. März 1984 | TV Hardheim 1895 (OL)    | – | DSC Wanne-Eickel (ZL)       | 19:20                                    |
| 21. März 1984 | OSC Dortmund (ZL)        | – | MTSV Schwabing (BL)         | 14:26                                    |
| 21. März 1984 | LTV Wuppertal (RL)       | – | TV 05/07 Hüttenberg (BL)    | 22:16                                    |
| 21. März 1984 | SV 1919 Fockbek (RL)     | – | Frisch Auf Göppingen (BL)   | 20:22                                    |
| 21. März 1984 | TV Grambke Bremen (RL)   | – | TuS Hofweier (BL)           | 21:24 n. V.                              |
| 21. März 1984 | HSG Hamburg (RL)         | – | VfL Günzburg (BL)           | 20:22                                    |
| 21. März 1984 | HC 1968 Büdingen (RL)    | – | TuSpo Nürnberg (BL)         | 23:25                                    |
| 21. März 1984 | TSV Heiningen 1892 (ZL)  | – | TUSEM Essen (BL)            | 13:26                                    |
| 21. März 1984 | TV Lützellinden (RL)     | – | VfL Hameln (ZL)             | 13:18                                    |
| 21. März 1984 | TG 1862 Rüsselsheim (?)  | – | TSB Flensburg (ZL)          | 19:22                                    |
| 21. März 1984 | TuRU Düsseldorf (ZL)     | – | TuS Griesheim (ZL)          | 26:18                                    |
| 25. März 1984 | HSC Bad Neustadt (LV)    | – | VfL Gummersbach (BL)        | 14:26                                    |
| 27. März 1984 | SG Leutershausen (ZL)    | – | TuS Schutterwald (ZL)       | (Wiederholung, ursprünglich 24:23) 17:14 |

Die Partie SG Leutershausen – TuS Schutterwald (ursprünglich 24:23) wurde annulliert und wiederholt.

## Achtelfinale
Die Gewinner der einzelnen Partien zogen in die Viertelfinals ein.
| Datum       | Heimmannschaft        |   | Gastmannschaft              | Ergebnis |
| ----------- | --------------------- | - | --------------------------- | -------- |
| 1. Mai 1984 | TV Großwallstadt (BL) | – | DSC Wanne-Eickel (ZL)       | 27:18    |
| 1. Mai 1984 | THW Kiel (BL)         | – | TuS Hofweier (BL)           | 20:19    |
| 1. Mai 1984 | TUSEM Essen (BL)      | – | TuSpo Nürnberg (BL)         | 15:12    |
| 1. Mai 1984 | MTSV Schwabing (BL)   | – | Frisch Auf Göppingen (BL)   | 31:17    |
| 1. Mai 1984 | TuRU Düsseldorf (ZL)  | – | VfL Gummersbach (BL)        | 19:23    |
| 1. Mai 1984 | LTV Wuppertal (RL)    | – | Reinickendorfer Füchse (BL) | 17:21    |
| 1. Mai 1984 | VfL Günzburg (BL)     | – | TSB Flensburg (ZL)          | 26:19    |
| 1. Mai 1984 | VfL Hameln (ZL)       | – | SG Leutershausen (ZL)       | 20:17    |

## Viertelfinale
Die Gewinner der einzelnen Partien zogen in die Halbfinals ein.
| Datum        | Heimmannschaft              |   | Gastmannschaft       | Ergebnis |
| ------------ | --------------------------- | - | -------------------- | -------- |
| 12. Mai 1984 | TV Großwallstadt (BL)       | – | THW Kiel (BL)        | 23:17    |
| 12. Mai 1984 | Reinickendorfer Füchse (BL) | – | MTSV Schwabing (BL)  | 22:19    |
| 12. Mai 1984 | TUSEM Essen (BL)            | – | VfL Gummersbach (BL) | 16:12    |
| 12. Mai 1984 | VfL Günzburg (BL)           | – | VfL Hameln (ZL)      | 22:24    |

## Halbfinale
Die Gewinner der einzelnen Partien zogen in das Finale ein.
| Datum        | Heimmannschaft              |   | Gastmannschaft   | Ergebnis |
| ------------ | --------------------------- | - | ---------------- | -------- |
| 12. Mai 1984 | TV Großwallstadt (BL)       | – | VfL Hameln (ZL)  | 21:16    |
| 12. Mai 1984 | Reinickendorfer Füchse (BL) | – | TUSEM Essen (BL) | 22:15    |

## Finale
Das Finale um den DHB-Pokal, das aus Hin- und Rückspiel bestand, wurde am 23. und 25. Mai 1984 zwischen dem Reinickendorfer Füchsen und dem TV Großwallstadt ausgetragen. Den Pokal sicherte sich zum zweiten Mal in der Vereinsgeschichte die Mannschaft vom TV Großwallstadt, die das Team der Reinickendorfer Füchse mit 37:34 (Hinspiel 17:20, Rückspiel 20:14) besiegte.
| Datum        | Heimmannschaft              |   | Gastmannschaft              | Ergebnis |
| ------------ | --------------------------- | - | --------------------------- | -------- |
| 23. Mai 1984 | Reinickendorfer Füchse (BL) | – | TV Großwallstadt (BL)       | 20:17    |
| 25. Mai 1984 | TV Großwallstadt (BL)       | – | Reinickendorfer Füchse (BL) | 20:14    |